# Hicham Nostik
 (août 2024).
Hicham Nostik (né en 1976 à Taza) est un Youtubeur, podcasteur, et écrivain marocain, résidant au Canada. Agnostique, il est connu pour sa critique de l'Islam et de la religion en général, exprimée dans ses livres, podcasts et vidéos.

## Identité
La vraie identité de Hicham Nostik reste un mystère. Aucune photo de lui ne fut publiée, et son vrai nom demeure inconnu. Les quelques photos qui circulent de lui furent modifiées afin de cacher les traits de son visage. Il était originellement connu sous le nom de « Kafer Maghribi » (كافر مغربي, apostat marocain), sobriquet qu'il avait choisi exprès afin de normaliser l'usage du mot « Kafer » (كافر, apostat) dans le monde islamique.
Durant son interview avec l'écrivain et politologue germano-égyptien Hamed Abdel-Samad, il avait utilisé du maquillage pour ne pas être reconnu.

## Biographie
Hicham Nostik est né à Taza et est devenu orphelin dès la petite enfance, après la mort de ses parents, Il a été adopté par sa sœur à Kénitra.
Il a rejoint le mouvement islamiste Al Adl Wal Ihsane très jeune puis le Mouvement de l'Unicié et de la Réforme, une autre organisation islamiste au Maroc.
Dans les années 1990, il émigre en Allemagne pour étudier la littérature allemande et les sciences de l'éducation. Il a résidé dans une mosquée à Heidelberg car il ne pouvait se permettre de payer un loyer. C’est précisément dans cette mosquée qu’il s’était radicalisé, à cause de son interaction constante avec les musulmans extrémistes et les Moujahidines. Il avait rejoint la Guerre du Balkan en Bosnie en tant que Jihadiste, sans participer au combat.

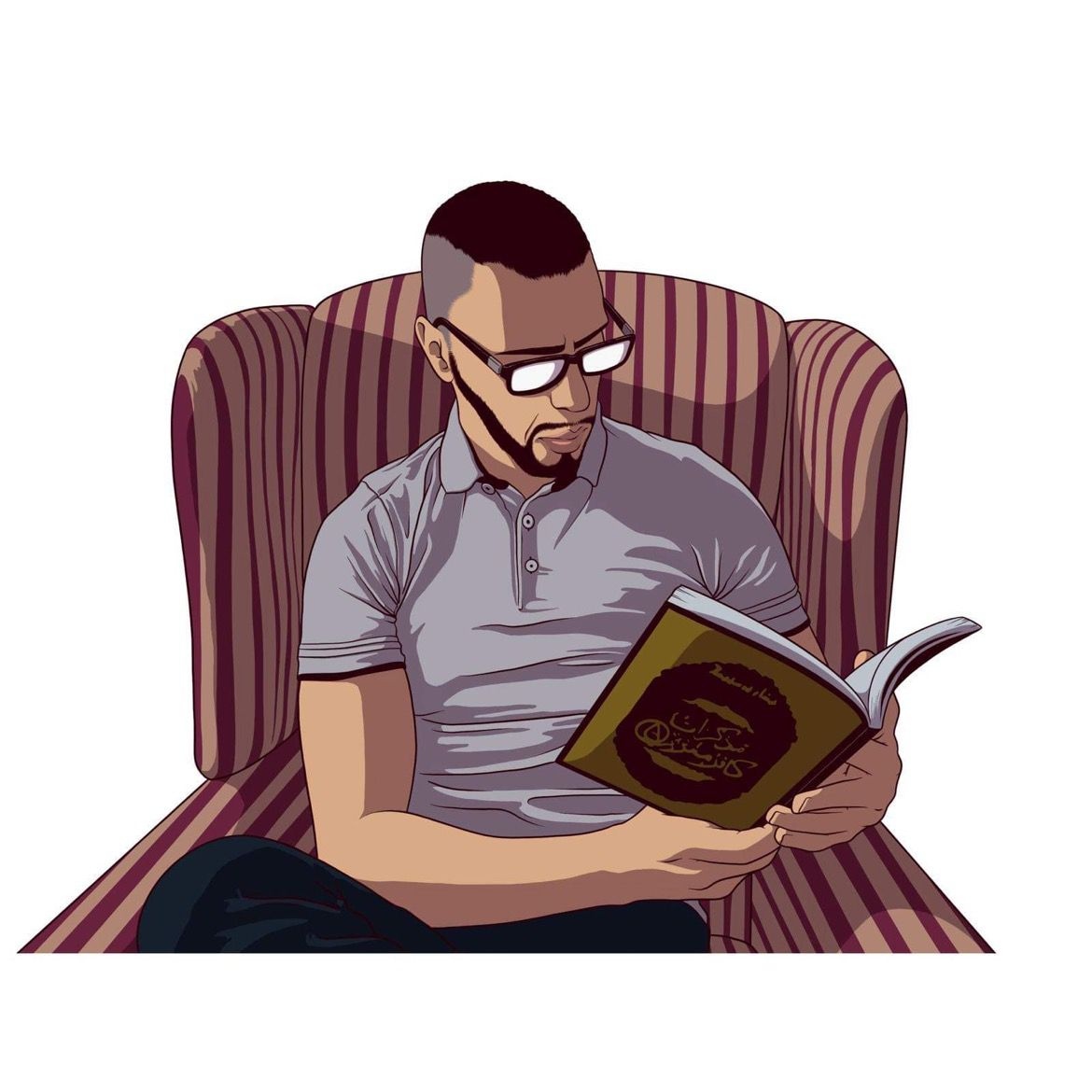
Dessin de Hicham Nostik

Plus tard, il quittera la mosquée où il résidait et emménagera à Francfort où il s'inscrira à une université chrétienne afin de profiter du loyer abordable au sein de la résidence universitaire tout en espérant de convertir des gens à l'Islam. Ceci lui a permis d'étudier le Christianisme, et ainsi de comparer les connaissances établies sur son évolution historique d'une part, et le point de vue islamique du Christianisme d'autre part, qui selon lui se contredisent. Il commença ainsi à critiquer d'autres aspects de l'Islam, comme la moralité de la Charia, entre autres la punition de l'apostasie, l'esclavage, et la condition de la femme, etc.,
Achevant son master en linguistique, et sa demande du passeport allemand étant rejetée trois fois, il quitta pour le Canada.
Nostik est marié et a deux enfants avec sa femme allemande.

## Travaux
En plus des quelques centaines de vidéos publiées sur Youtube, variant entre débats philosophiques et théologiques, entretiens avec et par des personnalités connues et moins connus, et productions artistiques comme des comédies et des chansons, Nostik a publié plusieurs articles dans la presse marocaine en ligne, notamment sur le site d'actualité Goud.ma écrit en darija marocaine. Depuis 2019, il a publié 3 livres dans la même langue.

### Livres
Tous les livres de Hicham Nostik sont écrits en dialecte marocain (Darija).
- Mémoires d'un Apostat Marocain (2019), titre d'origine en arabe : مذكرات كافر مغربي, aussi connu dans la presse sous le titre de "Mémoires d'un Marocain Infidèle" ou bien "Notes d'un Marocain Infidèle": autobiographie de l'auteur depuis son enfance jusqu'au début de ses doutes et son apostasie[8],[9]. Le livre fut traduit en francais par Hatim Jawhari sous le titre "Mémoire d'un Apostat (Kafer Maghribi)"[10].
- Dialogue avec le musulman qui vit en moi (2020), titre d'origine en arabe : حوار مع المسلم لي ساكن فيا[11]: semi-autobiographie où l'auteur voyage dans le temps, et se rencontre lui-même dans le passé, et mène un débat avec lui-même à propos de l'Islam[2].
- Le Nihilisme Pragmatique: clé du bonheur (2022), titre d'origine en arabe : العدمية البراغماتية: مفتاح السعادة[12]:  ensemble d'essais où l'auteur étale l'esquisse de sa philosophie de vie qu'il appelle "le nihilisme pragmatique" (qui ressemble plus ou moins au stoicisme), et donne différents scénarios concrets de son implémentation.

### YouTube

#### Comédies et chansons
La notoriété de Hicham Nostik avait commencé avec les séries de comédie appelées "Qabassate" (Extraits), où il relatait des scènes de la vie des prophètes, notamment de Mahomet, dans un cadre comique et satirique, en dialecte marocain.
Plus tard il est passé à la production de chansons avec des thèmes critiquant l'Islam ou la religion de manière générale.
Au Ramadan 2019, il produisit la série satirique animée "La Table des Prophètes" (en arabe : مائدة الأنبياء) publiée sur sa chaine "Taboo Toon".
À cause des menaces de mort reçu par les acteurs et actrices de voix dans ses productions, il décida d'en supprimer la plupart de ses chaines YouTube principales. Elles sont par contre toujours disponibles sur des chaines de fans.

##### Chansons
Entre 2017 et 2021, Hicham Nostik produisit 16 chansons, dont 4 dépassèrent 100.000 vues sur YouTube.
| Titre d'origine    | Titre en francais         | Année | Chanteur(s)  | Langue           | Thèmes                                                                     |
| ------------------ | ------------------------- | ----- | ------------ | ---------------- | -------------------------------------------------------------------------- |
| المريمية           | "La Miriamade"            | 2019  | Suraqa       | Darija marocaine | Inspriré de "Essiniya" de Nass El Ghiwane. Histoire de Marie dans le Coran |
| خرافات الأديان     | Les mythes de la religion | 2019  | Suraqa       | Darija marocaine | Critiquant les trois religions monothéistes                                |
| الكلب الكلب        | Le chien le chien         | 2017  | -            | Darija marocaine | Les Sept Dormants d'Éphèse                                                 |
| God is on our side | Dieu est avec nous        | 2017  | Roxanne Côté | Anglais          | Problème du mal                                                            |

#### Débats et entretiens
Sur sa chaine "Hiwarat Hicham" (discussions de Hicham), initialement appelée "Kafer Maghribi LIVE", Nostik avait mené et modéré plusieurs débats concernant la religion, notamment entre le télévangéliste marocain Frère Rachid et le cheikh salafiste marocain Mohamed Fizazi. Il a aussi invité plusieurs personnalités religieuses, politiques, militaires, intellectuelles et scientifiques réputées pour discuter divers sujets, comme l'ex-président de la Tunisie Moncef Marzouki, l'imame franco-algérienne Kahina Bahloul, le lieutenant colonel israélien Avichay Adraee, l'écrivain égyptien Sayyed Al-Qimni, et l'actrice égyptienne Ilham Shaheen,.
Certains de ses interviews eurent des échos dans la littérature et dans la presse.

## Réception
Hicham Nostik fut appelée "prophète de l'athéisme au Maroc", et l'un des athées marocains qui ont le plus d'influence dans les médias sociaux,.Les deux premiers livres de Hicham Nostik furent des bestsellers au Salon du Livre de Casablanca, édition 2019 et 2020, tous ou presque tous les exemplaires ayant été vendus,,.
Ses travaux furent sujet de recherche et d'une conférence, organisée par l'Université de Bayreuth en Allemagne, et présentée en 2021 par le chercheur marocain, Abdelmjid Kettioui de l'Université Moulay Ismail à Meknès, dans le contexte de l'étude du phénomène d'athéisme au Maroc. Selon Kettioui, "Nostik mobilise le dialecte marocain afin de démystifier les textes arabes sacrés de l'Islam à travers des modes sous-culturels de production de connaissances".
Selon Mohamed Amine Chaouch, Nostik "ne se contente pas de relater une chronologie de sa transformation confessionnelle", mais "fond son expérience dans une forme épique la transmettant à travers plusieurs mondes".
La réception de ses livres au Maroc varie entre ceux qui soutiennent leur publication, s'agissant "d'une expérience qui mérite d'être transmise", ou ne serait-ce que pour supporter la liberté d'expression, à ceux qui l'oppose car "ces publications vont trop loin dans la promotion de l'apostasie".
L'intellectuel marocain Driss Guenbouri a critiqué l'apparition de Nostik en entretien avec Hamed Abdel-Samad, et a considéré que "leur position contre l'Islam n'est pas intellectuelle et rationnelle, mais émotionnelle et maladive".